# تيليدين للتقنيات
تيليدين للتقنيات (بالإنجليزية: Teledyne Technologies Incorporated) هي تكتل صناعي أمريكي. تأسست في عام 1960 من قبل هنري سينجلتون وجورج كوزميتسكي.
في أوقات مختلفة، كان لدى تيليدين أكثر من 150 شركة لها مصالح متنوعة مثل التأمين، ومعدات طب الأسنان، والمعادن المتخصصة، وإلكترونيات الفضاء، ولكن تم تجريد الكثير منها قبل الاندماج مع Allegheny.

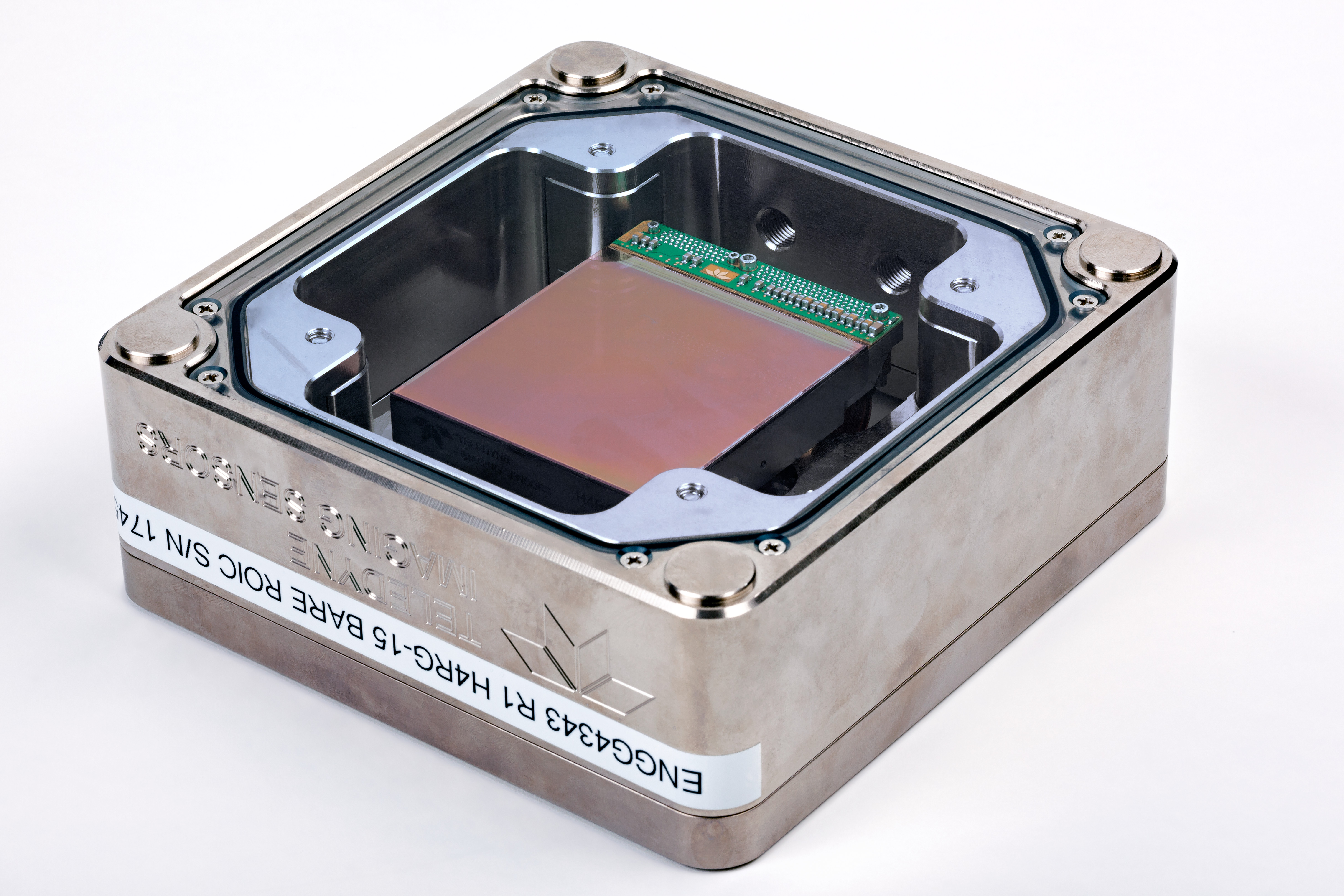
كاشف الأشعة تحت الحمراء القريب الذي تنتجه Teledyne Scientific & Imaging ، وهي شركة Teledyne Technologies.

## روابط خارجية
- الموقع الرسمي